# Oedemera amurensis
Oedemera amurensis là một loài bọ cánh cứng trong họ Oedemeridae. Loài này được von Heyden miêu tả khoa học năm 1884.